# Stanimira Petrowa
Stanimira Nikolajewa Petrowa (bulgarisch Станимира Петрова; * 16. Dezember 1990 in Assenowgrad) ist eine bulgarische Boxerin. Sie wurde 2014 Weltmeisterin der Amateurboxerinnen im Bantamgewicht.

## Werdegang
Stanimira Petrowa begann im Jahre 1998 als Jugendliche mit Taekwondo. Diesen Sport betrieb sie auf nationaler und internationaler Ebene 15 Jahre lang sehr erfolgreich. Im Jahre 2012 begann sie an der Nationalen Akademie für Sport in Sofia mit einem Studium. Dabei wählte sich als Wahlfach Boxen, das dort in einer Sonderklasse gelehrt wird. Schon nach kurzer Trainingszeit zeigte sich, dass sie für Boxen ein außergewöhnliches Talent hat. Als ganz wesentlich erwies sich dabei ihre fünfzehnjährige Erfahrung als Taekwondo-Kämpferin und die körperliche Fitness, die sie dabei erlangte. Als Boxtrainer fungiert von da an der ehemals sehr erfolgreiche Boxer Alexandar Christow.
Im Februar 2013 startete sie im Federgewicht bei der bulgarischen Team-Meisterschaft in Ruse. Sie besiegte dabei mit Amelia Rachewa, Nabibe Nikolajewa und Gabriela Dimitrowa drei Boxerinnen der bulgarischen Spitzenklasse. Im April 2014 wurde sie in Sofia im Bantamgewicht erstmals bulgarische Meisterin. Sie schlug dabei Amelia Rachewa (3:0) und Gabriele Dimitrowa (3:0) nach Punkten.
Im Mai 2014 wurde sie in Bukarest bei der Europameisterschaft der Frauen im Bantamgewicht eingesetzt. Sie verlor dort noch ihren ersten internationalen Kampf gegen Azize Nimani aus Deutschland knapp nach Punkten (1:2 RS), schied damit aus und kam auf den 17. Platz. Nach weiterem intensivem Training startete sie im September 2014 beim renommierten 29. Ahmet-Comert-Turnier in Istanbul. im Bantamgewicht kam sie dabei zu Punktsiegen über Nisa Mechtijewa, Aserbaidschan (3:0) und Ayşe Taş, Türkei (3:0). Im Finale unterlag sie gegen Lilija Ajetbajewa aus Russland knapp nach Punkten (1:2 RS). Im Oktober 2014 startete sie bei der 5. Mohamed VI Trophy in Marrakesch, einer Boxveranstaltung, die nicht im K.-o.-System ausgetragen wird. Sie kämpfte dort im Bantamgewicht viermal. In ihrem ersten Kampf unterlag sie gegen die mehrfache Europameisterin Marzia Davide aus Italien nach Punkten (0:3), dann besiegte sie Marine Rostand aus Frankreich (3:0) und Szabina Szücs aus Ungarn (3:0) nach Punkten. In einem weiteren Kampf unterlag sie wieder gegen Marzia Davide (0:2 RS). Gegen Mona Mestiaen aus Frankreich kam sie zu einem kampflosen Sieg.
Im November 2014 wurde sie bei der Weltmeisterschaft der Frauen in Jeju/Südkorea im Bantamgewicht eingesetzt. Sie besiegte dort Christina Cruz aus den Vereinigten Staaten (2:1 RS), Azize Nimani (2:1), Marine Rostand (2:0), die Ex-Weltmeisterin Jelena Saweljewa, Russland (2:1) und im Finale auch Marizia Davide (2:0) und wurde damit auf Anhieb Weltmeisterin. Ein Erfolg, der wegen der Kürze der Zeit, in der Stanimira Petrowa gezielt Boxen trainiert, als außergewöhnlich bezeichnet werden muss.
Bei den Europaspielen 2015 in Baku schied Petrowa dann jedoch wieder bereits im ersten Kampf gegen Anna Alimardanova, Aserbaidschan (3:0), aus. Besser lief es dann wieder beim europäischen Olympiaqualifikationsturnier in Astana. Hier startete sie erstmals im Fliegengewicht (bis 51 kg) und erreichte nach drei Siegen, u. a. gegen Marzia Davide und Tetyana Kob, das Finale und damit die Olympiaqualifikation. Den Endkampf verlor sie dann gegen Nicola Adams, England (2:0). Die Weltmeisterschaften 2016 endeten für Petrowa dagegen wieder bereits im ersten Kampf.
Für die Eröffnungsfeier der  Olympischen Sommerspiele 2024 in Paris wurden Petrowa und der Schwimmer Ljubomir Epitropow zu Fahnenträgern ihrer Nation ernannt.

## Internationale Erfolge
| Jahr | Platz | Wettbewerb                           | Gewichtsklasse | Ergebnisse |
| 2014 | 17.   | EM in Bukarest                       | Bantam         | nach einer Punktniederlage gegen Azize Nimani, Deutschland (1:2 RS) |
| 2014 | 3.    | 29. Ahmet-Comert-Turnier in Istanbul | Bantam         | nach Punktsiegen über Nisa Mechtijewa, Aserbaidschan (3:0) und Ayşe Taş, Türkei (3:0) und einer Punktniederlage gegen Lilija Ajetbajewa, Russland (1:2) |
| 2014 | 2.    | 5. Mohamed VI Trophy in Marrakesch   | Bantam         | nach Punktniederlage gegen Marzia Davide, Italien (0:3), Punktsiegen über Marine Rostand, Frankreich (3:0) und Szabina Szücz, Ungarn (3:0), einer weiteren Punktniederlage gegen Marzia Davide (0:2) und einem kampflosen Sieg über Mona Mestiaen, Frankreich |
| 2014 | 1.    | WM in Jeju/Südkorea                  | Bantam         | nach Punktsiegen über Christina Cruz, USA 82:1), Azize Nimani, Deutschland (2:1), Marine Rostand, Frankreich (2:), Jelena Saweljewa, Russland (2:1) und Marzia Davide (2:0)                                                                                   |

## Bulgarische Meisterschaften
| Jahr | Platz | Gewichtsklasse | Ergebnis                                                                |
| 2014 | 1.    | Bantam         | nach Punktsiegen über Amelia Rachewa (3:0) und Gabriela Dimitrowa (3:0) |

Erläuterungen
- WM = Weltmeisterschaft, EM = Europameisterschaft
- Bantamgewicht, Gewichtsklasse bis 54 kg, Federgewicht, bis 57 kg Körpergewicht
- RS = Richterstimmen (Ende 2013 wurden von der AIBA die umstrittenen Punktmaschinen abgeschafft, die Urteile fällen seither wieder Punktrichter)